# Galium takasagomontanum
Galium takasagomontanum är en måreväxtart som beskrevs av Genkei Masamune. Galium takasagomontanum ingår i släktet måror, och familjen måreväxter.
Artens utbredningsområde är Taiwan. Inga underarter finns listade i Catalogue of Life.